# Gulvkanon
En gulvkanon er en afrydder i en bar eller et diskotek. En gulvkanon serverer ikke drinks som en bartender, men hjælper udelukkende med at rydde borde for glas og andet brugt service.
Gulvkanonen hjælper typisk også til i køkkenet med opvask og forefaldende arbejde. Det kan være en vej til jobbet som bartender, hvis det er et eksklusivt sted, hvor det kan være svært at få arbejde.